# Get Smart's Bruce and Lloyd: Out of Control
Get Smart's Bruce and Lloyd: Out of Control (br: Agente 86: Bruce e Lloyd Fora de Controle) é um filme estadunidense de 2008 dirigido por Gil Junger. Lançado diretamente em vídeo, trata-se de um spin-off do filme de 2008 Get Smart, com roteiro de Tom J. Astle e Matt Ember, baseado nos conceitos criados para a série de TV Get Smart por Mel Brooks e Buck Henry.

## Elenco principal
- Masi Oka....Bruce
- Nate Torrence....Lloyd
- Jayma Mays....Nina
- Marika Dominczyk....Isabelle
- Patrick Warburton....Hymie, o andróide
- Larry Miller....Subchefe/Irmão gêmeo
- Ruben Garfias....El Presidente
- Terry Crews....Agente 91
- Anne Hathaway....Agente 99 (participação)
- Regan Burns....Técnico do laboratório
- Kelly Karbacz....Judy, a recepcionista

## Sinopse
A história do filme se passa durante os eventos mostrados em Get Smart. Bruce e Lloyd estão realizando experimentos com um novo equipamento secreto chamado de o "manto de invisibilidade". Numa festa dos técnicos do CONTROLE ocorre um ataque (mostrado também no outro filme) e o manto é roubado. Inicialmente se suspeita que a CIA, comandada pelo irmão gêmeo do subchefe do CONTROLE está por trás do roubo. Mas as câmeras de vigilância revelam que o manto foi roubado pela espiã Isabelle, que agiu a mando do presidente de Maraguai (um país fictício localizado entre o Paraguai e o Uruguai). Bruce e Lloyd devem recuperar o equipamento, pois os únicos agentes aptos para sair a campo (Agente 99 e Agente 86 (Max Smart)) estão na Rússia. Na missão eles recebem ajuda de Nina, a médica perita em autópsias e namorada de Bruce.